# Hoornaar

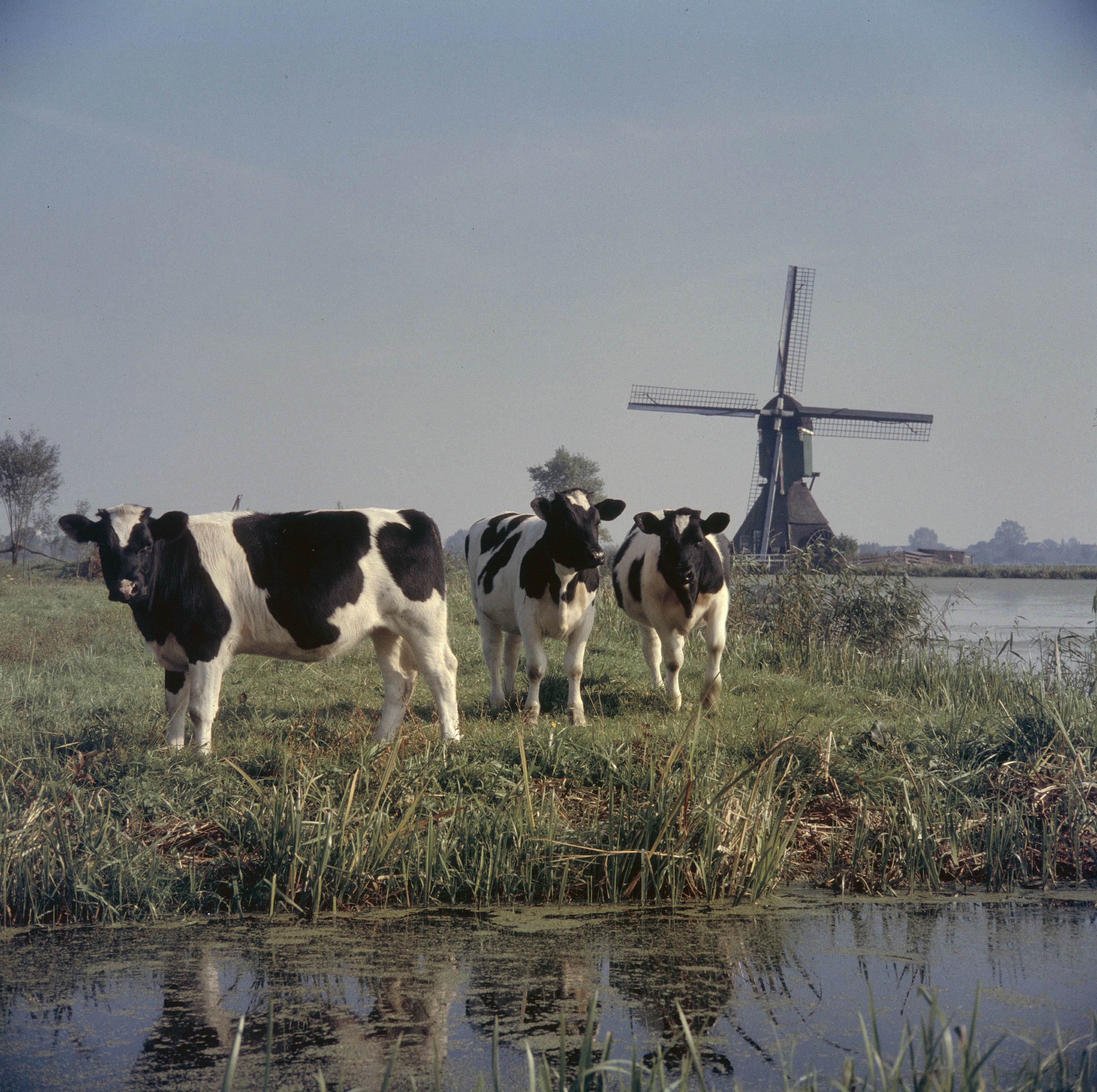
Hoornaar negli anni sessanta del XX secolo

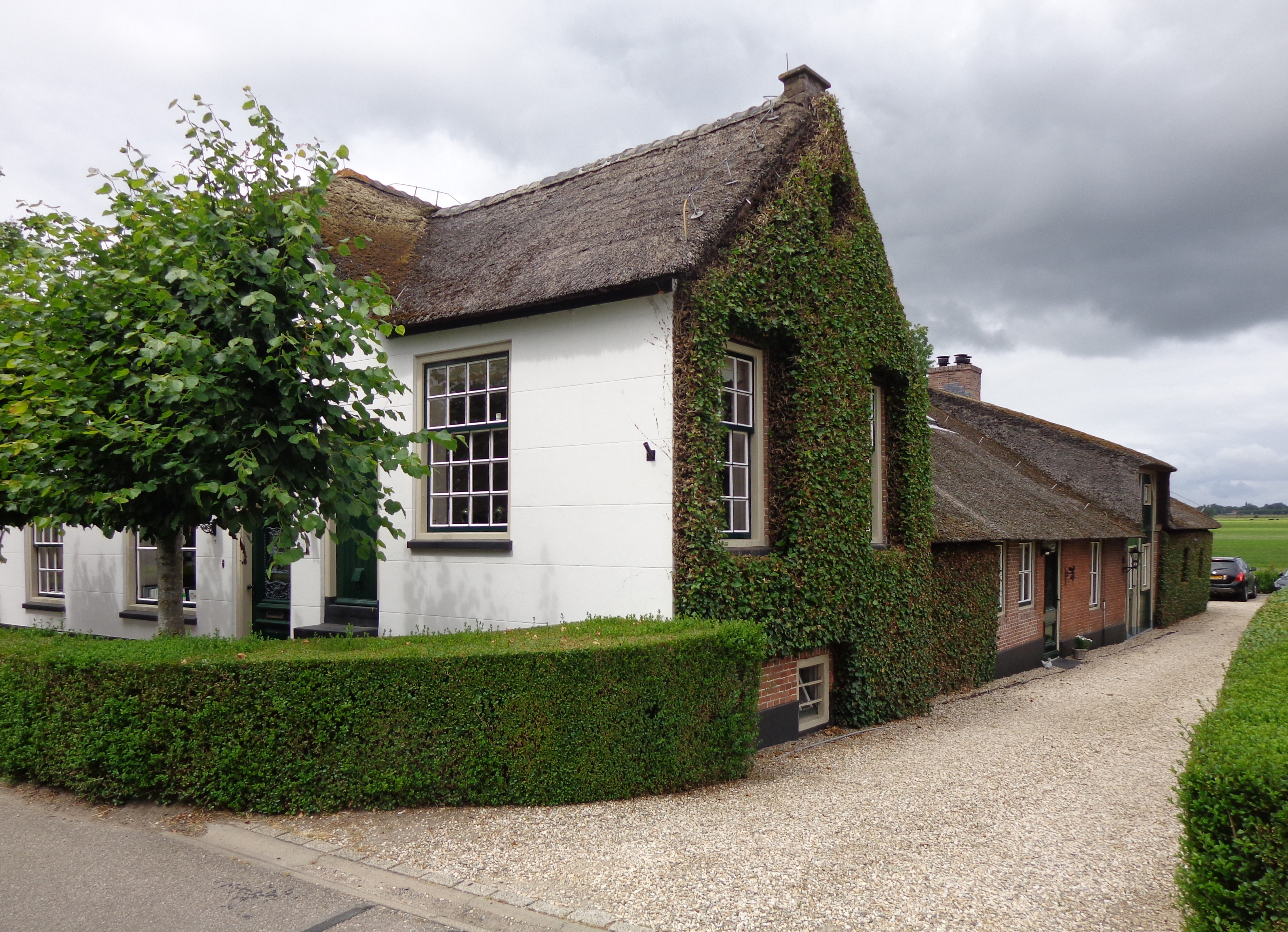
Hoornaar: edificio storico lungo la Dorpsweg

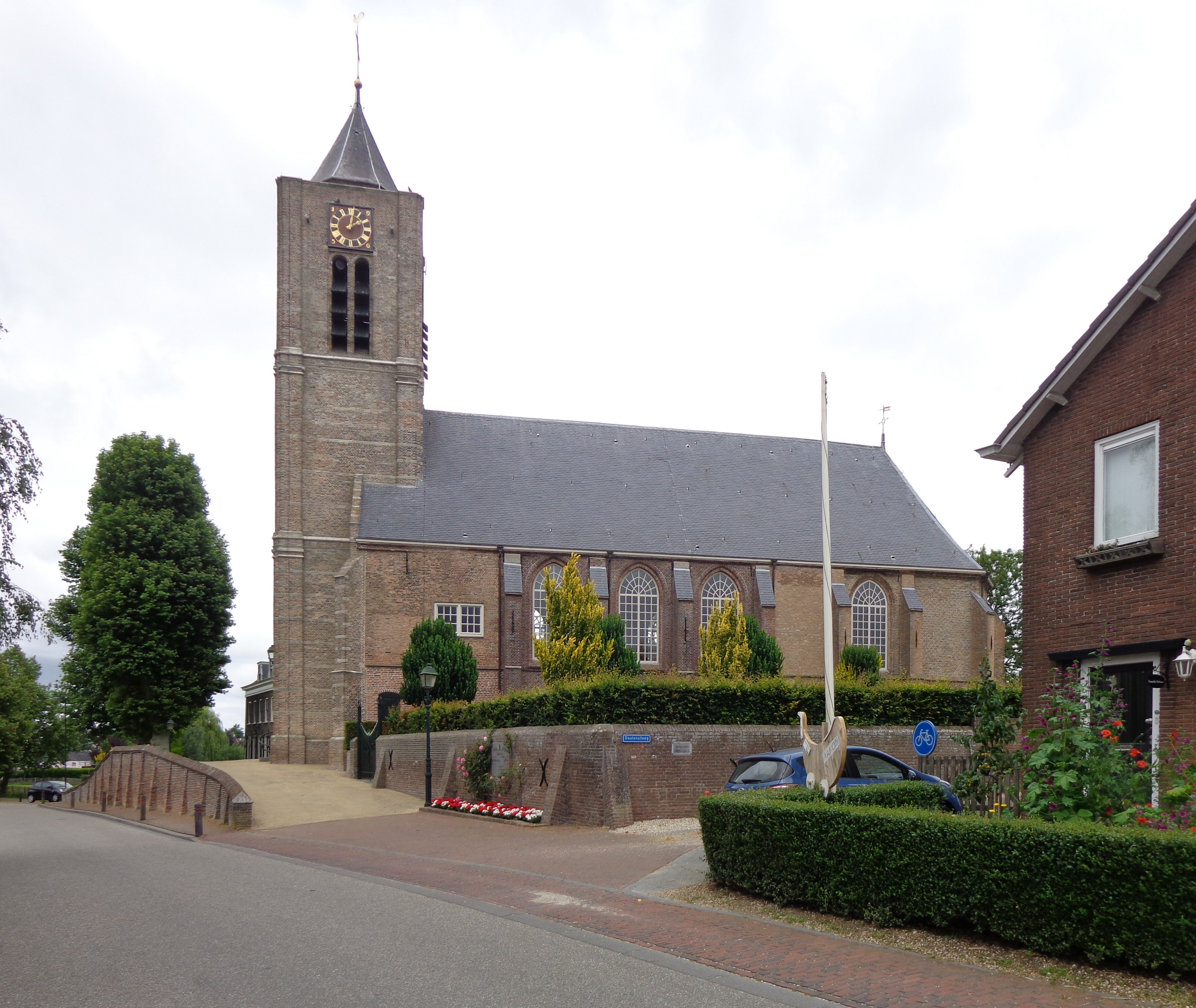
Hoornaar: la Hervormde Kerk

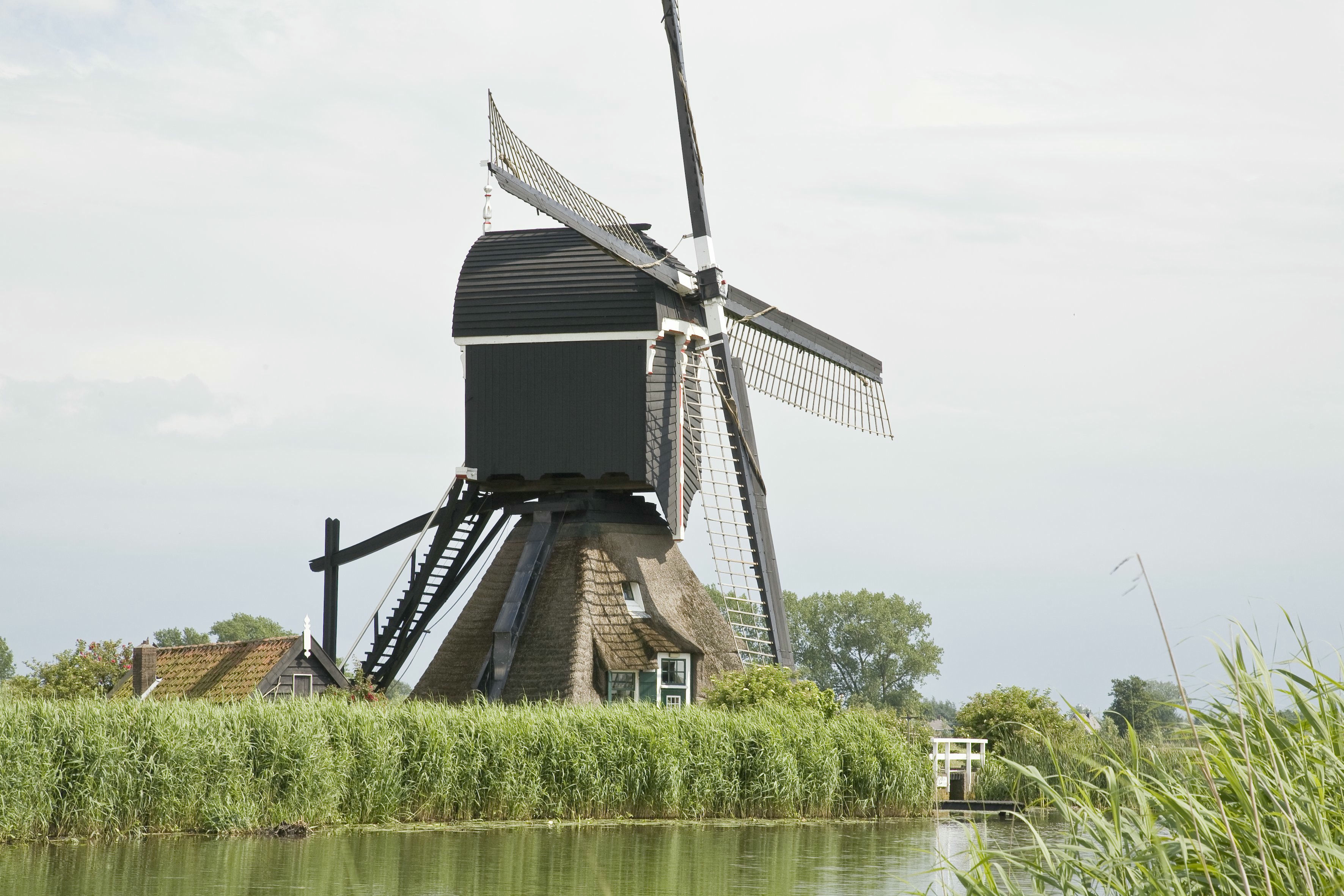
Hoornaar: l'Onderdijkse Molen

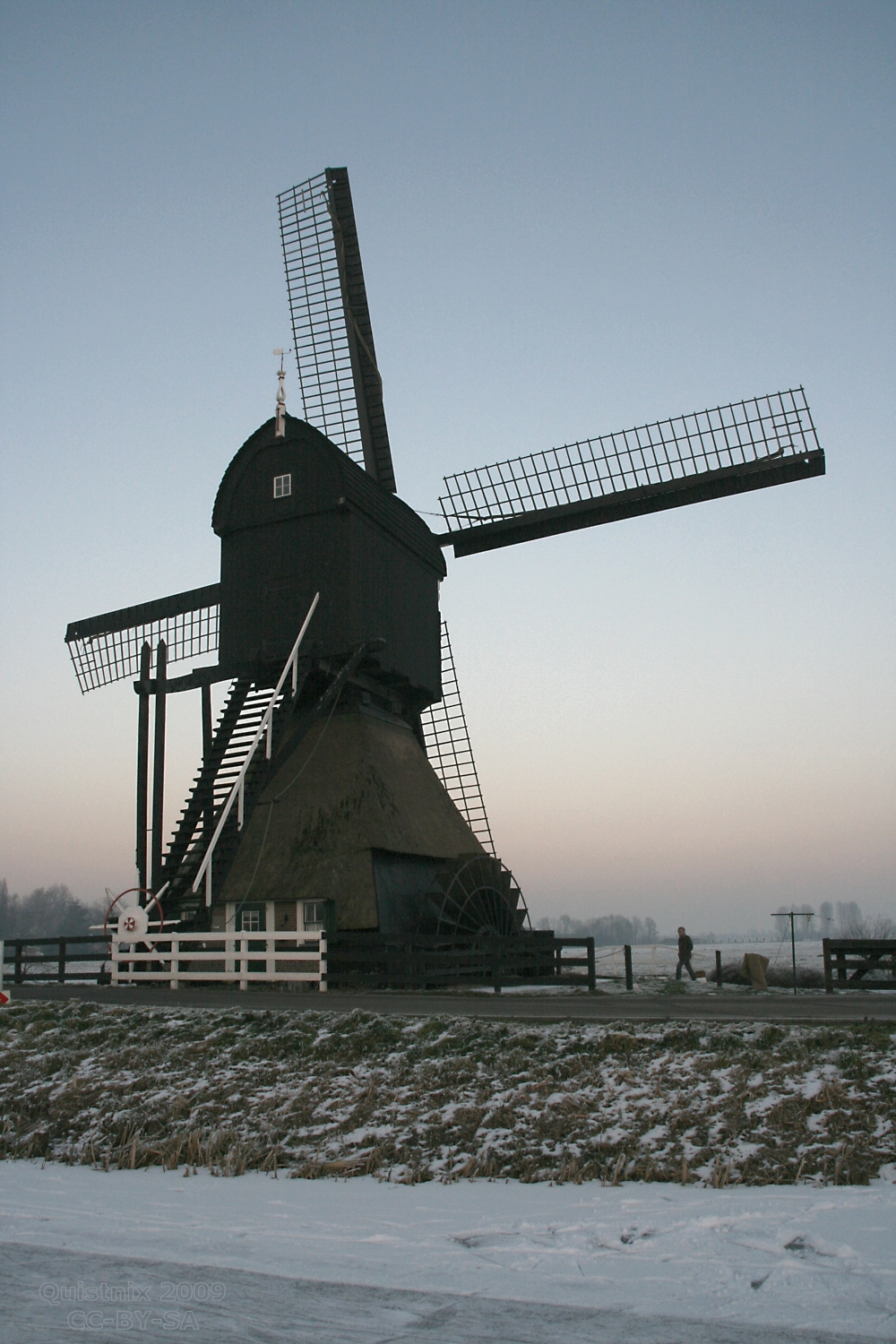
Hoornaar: lo Scheiwijkse Molen

Hoornaar è un villaggio (dorp) di circa 1 900 abitanti del sud-ovest dei Paesi Bassi, facente parte della provincia dell'Olanda Meridionale (Zuid-Holland) e situato nella regione di Alblasserwaard. Dal punto di vista amministrativo, si tratta di un ex-comune, nel 1986 accorpato inglobato nella municipalità di Giessenlanden (di cui era il capoluogo), comune a sua volta inglobato nel 2019 nella nuova municipalità di Molenlanden.

## Geografia fisica
Hoornaar si trova a nord del corso del fiume Nieuwe Merwede, a nord-est di Dordrecht, tra le località di Gorinchem e Goudriaan e Noordeloos (rispettivamente a nord della prima e a sud delle seconde).
Il villaggio occupa una superficie di 5,55 km² (di cui 0,19 km² costituiti da acqua).

## Origini del nome
L'etimologia del toponimo Hoornaar, attestato anticamente come Hoirnair (1475-1476), e H(o)ornaer (1495), è incerta. Si è ipotizzato che possa essere composto dal termine horn, che indica una curva o un angolo che sporge, e dal termine aar, che significa "acqua", oppure dal termine haar, che indica una dorsale sabbiosa.

## Storia

### Dalle origini ai giorni nostri
Il villaggio è citato nelle antiche cronache come un luogo in cui sarebbero avvenute delle incursioni belliche, una ad opera di Goffredo di Lotaringia nell'XI secolo e un'altra che sarebbe avvenuta nel 1481.
Nel corso della seconda guerra mondiale, molti degli abitanti di Hoornaar furono arrestati dalle truppe naziste e condotti in altre località, dove furono fucilati.
Sempre in quel periodo, tra il 1943 e il 1944, il villaggio fu evacuato a causa di allagamenti. Il villaggio fu in seguito gravemento colpito dieci anni dopo dall'inondazione del Mare del Nord.

### Simboli
Lo stemma di Hoornaar da due strisce di color rosso su sfondo bianco, al di sopra delle quali sono raffigurati tre piccioni (sempre in rosso). Si tratta di una variante dello stemma di Arkel.

## Monumenti e luoghi d'interesse
Hoornaar vanta 6 edifici classificati come rijksmonument e 11 edifici classificati come gemeentelijk monument.

### Architetture religiose

#### Hervormde Kerk
Principale edificio religioso di Hoornaar è la Hervormde Kerk ("chiesa protestante"), situata nella Dorpsweg: le sue origini risalgono al XV secolo, mentre il campanile fu realizzato nel 1555 su progetto di Cornelis Frederiks van der Goude.

### Architetture civili

#### Scheiwijkse Molen
Altro edificio d'interesse è poi il Bernissemolen, un mulino a vento situato lungo nella buurtschaap di Lage Giessen e le cui origini risalgono al 1638.

#### Onderdijkse Molen
Altro mulino a vento di Hoornaar è l'Onderdijkse Molen, situato lungo la Dorpsweg e risalente al 1683.

## Società

### Evoluzione demografica
Nel 2021, Hoornaar contava 1 910 abitanti.
La popolazione al di sotto dei 16 anni era pari a 365 unità, mentre la popolazione dai 65 anni in su era pari a 436 unità.
La località ha conosciuto un progressivo incremento demografico a partire dal 2013, quando contava 1 754 abitanti.

## Geografia antropica

### Suddivisioni amministrative
buurtschappen
- Hoge Giessen
- Lage Giessen